# Glättglas

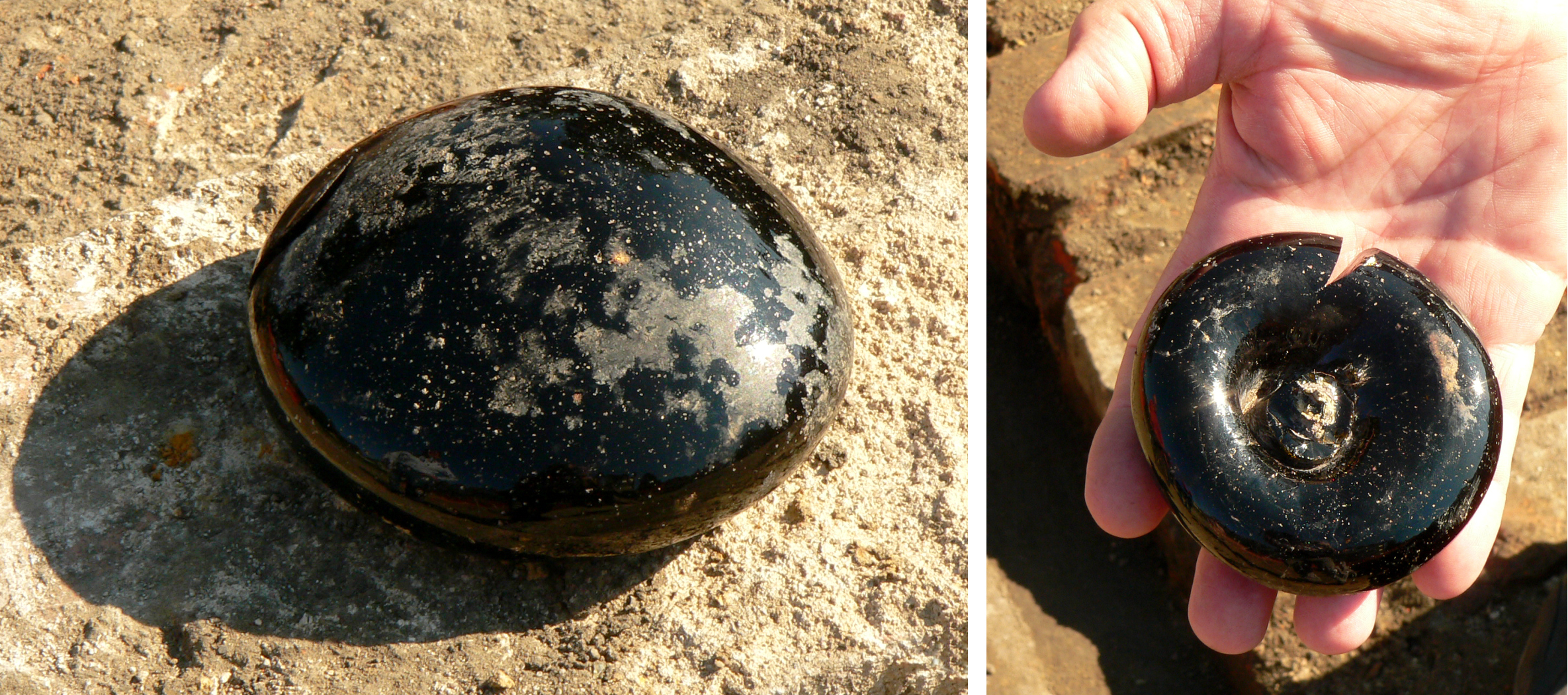
Glättglas, links die gewölbte Oberseite, rechts die Unterseite

Glättglas, auch  Glättstein genannt, war ein gläsernes Werkzeug zum Glätten von Textilien, Papier und Leder. Es wurde im kalten wie im erwärmten Zustand benutzt. Das Glättglas war ein Vorläufer des Glätteisens. 

## Bezeichnungen
In der Literatur finden sich zahlreiche Bezeichnungen für Glättglas. Alte deutsche Benennungen sind Gniedelstein, Gniddelstein, Gnibbelstein, Gnittelstein, Gniwelstein, Gniwwelstein, Gniedstein, Gniedelstein und Glierstein. In anderen Sprachen kommen die Bezeichnungen linensmoother (Leinenglätter), strijkglazen, sømglätter, lickstones, lekstenen, gniedstena, glidstijner oder glüürtinje für das Artefakt vor. Da im Niederdeutschen gniden für reiben wie auch glätten steht, wird nicht ausgeschlossen, dass Glättgläser auch zum Zerreiben von Kräutern oder Gewürzen verwendet wurden.

## Beschreibung

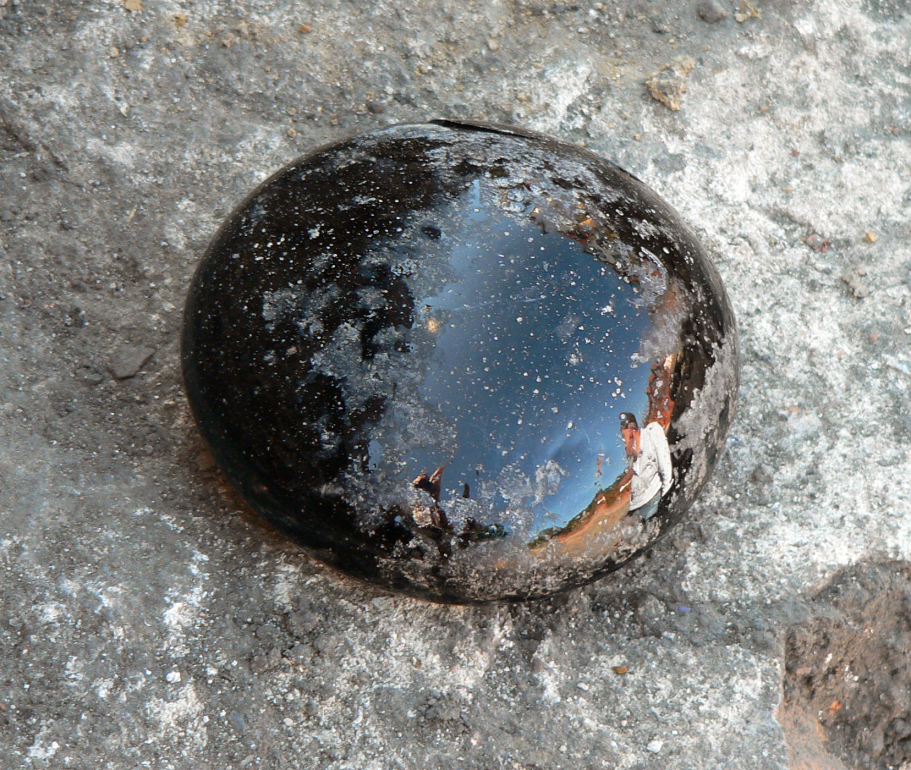
Gewölbte Oberseite eines Glättglases aus Klein Süntel

Glättgläser haben die gerundete Form eines Brötchens und sind normalerweise aus Glas gefertigt, in Ausnahmefällen auch aus Stein. In der Regel haben Glättgläser aus Glas einen Durchmesser von 6 bis 10 cm und eine Stärke von 2,5 bis 5 cm. Das Gewicht beträgt 300 bis 400 Gramm. Die massiven Stücke bestehen meist aus klarem, dunkelgrünem bis nahezu schwarzem Glas, wobei die mittelalterlichen Exemplare häufig eine mindere Glasqualität aufweisen. Sie sind mit Holzasche gefertigt, wie die meisten mittelalterlichen Gläser. Zur Herstellung von Glättglas wurde vermutlich eine einteilige Form verwendet. Die flache Unterseite eines Glättglases ist nach innen eingezogen. Sie weist in der Vertiefung einen Heftnabel auf, der bei der Herstellung durch das Abtrennen des heißen Glases vom Hefteisen entstanden ist.
Auf der gewölbten Oberseite von Glättgläsern gibt es häufig Schleif- und Kratzspuren sowie Rillen. Sie werden auf die Nutzung zurückgeführt, da sich früher oft Sandkörner auch in der gewaschenen Kleidung befanden.

## Verwendung und Verbreitung
Glättgläser glätteten Kleidungsstücke und deren Kragen, Säume sowie Borten und verliehen ihnen einen seidigen Glanz. Mit angewärmten Glättgläsern konnte Wachs in den Stoff eingearbeitet werden, um ihn zu imprägnieren. Die Nutzung des Werkzeugs hielt vom 2. bis ins 19. Jahrhundert über 1800 Jahre an. Dann wurden Glättgläser von Bügeleisen, Wäschemangeln sowie Wäschestärke verdrängt und dienten in der Nachfolgeverwendung als Briefbeschwerer oder Stopfsteine. 

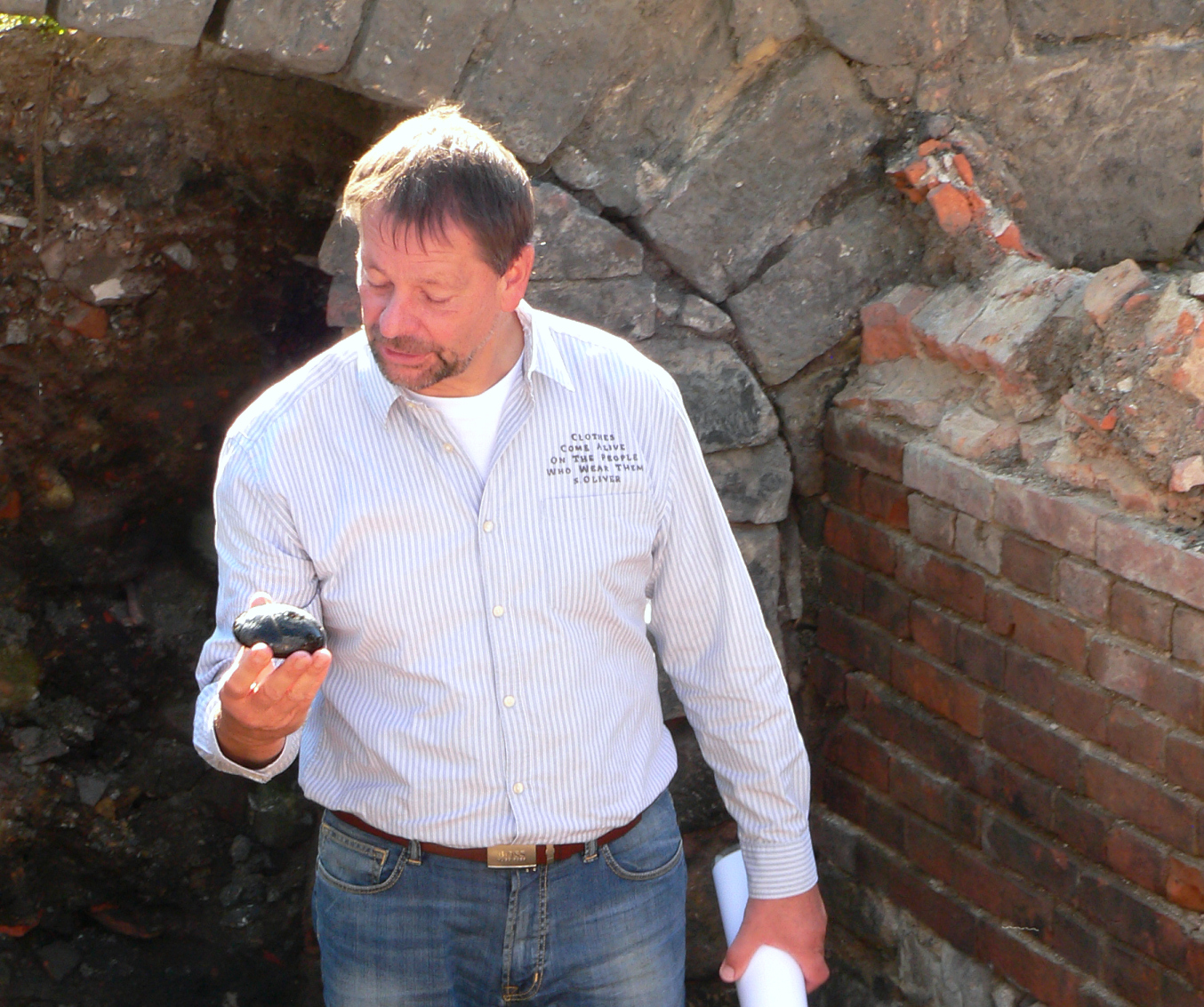
Der auf Glas spezialisierte Archäologe Peter Steppuhn auf der Ausgrabung der Glashütte Klein Süntel mit einem dort gefundenen Glättglas

Hauptverbreitungsgebiete von Glättgläsern waren neben dem westlichen Skandinavien das nordwestliche Mitteleuropa, wo sie vom 9. bis zum 15. Jahrhundert am häufigsten in Gebrauch waren. Die mittelalterlichen Artefakte stammen vielfach aus Bestattungen, insbesondere aus Frauengräbern in Skandinavien, oder aus ländlichen wie städtischen Siedlungen. In Süd- und Osteuropa gibt es nur vereinzelte Funde. Glättgläser hatten ihre Hochzeit in der Wikingerzeit. So wurden in der Wikingersiedlung Haithabu allein 103 Glättgläser gefunden. Ein weiterer Fundort mit einer hohen Zahl an geborgenen Exemplaren ist die frühneuzeitliche Waldglashütte unter dem Hilsborn im Hils. Mit 28 gefundenen Glättgläsern wurde dort erstmals in Mitteleuropa eine Serienproduktion festgestellt. Einzelne Exemplare wurden bei der Ausgrabung der neuzeitlichen Glashütte Klein Süntel gefunden. Leinenglätter stammen auch aus Birka in Schweden und dem Broch von Howe auf den Orkneys. Spätere Exemplare, wie der Glättstein von Gribdae in Kirkcudbright haben einen Griff. Als Bügelbrett dienten in Schottland vereinzelt Tafeln aus Walknochen. Die Glättgläser wurden in der Regel auf dem Kontinent hergestellt und auch nach England exportiert.

### Vermutete Barrenfunktion
Frühmittelalterliche halbe Glasbarren, wie sie aus Norditalien, Frankreich und Süddeutschland als Rohglas zur Weiterverarbeitung bekannt sind, wurden fälschlicherweise als Glättgläser bezeichnet.
Laut dem auf Glas spezialisierten Archäologen Peter Steppuhn sind sich Wissenschaftler heute einig, dass die Primärfunktion von Glättgläsern im Glätten bestand. Eine Barrenfunktion schließen sie aufgrund verschiedener Indizien weitgehend aus. Die gefundenen Glättgläser sind jeweils allseitig rund geformt und ohne scharfe Kanten, was bei einem Barren nicht nötig wäre. Glättgläser fallen in Größe und Gewicht unterschiedlich aus und besitzen kein normiertes Volumen, was für ein Handelsprodukt nötig wäre. Gegen eine Verwendung als reines Glasrohmaterial spricht die archäologische Auffindesituation von Glättgläsern. Sie kommen verteilt in Siedlungsarealen und weniger in Werkstattbereichen vor. Gleichwohl war Glasbruch von Glättgläsern wegen des Glasvolumens ein begehrtes Handelsobjekt und diente auch als Zuschlag beim Glasschmelzen.